# Scedella caffra
Scedella caffra är en tvåvingeart som först beskrevs av Friedrich Hermann Loew 1861.  Scedella caffra ingår i släktet Scedella och familjen borrflugor. Inga underarter finns listade i Catalogue of Life.